# Patrick Anderson
Patrick Anderson (Elgin, 1575 – Londra, 1624) è stato un gesuita scozzese.
Gesuita dal 1597 a Roma, tornò a Londra per predicare in segreto il cattolicesimo (1609). Dal 1615 fu rettore del Collegio scozzese romano, ma recatosi nuovamente in Scozia, rischio la condanna a morte, ma fu amnistiato e divenne cappellano dell'ambasciatore francese a Londra.